# Vaskohszeleste
Vaskohszeleste falu Romániában, Bihar megyében.

## Fekvése
Bihar megyében, a Bihar-hegység alatt, Biharmezőtől délnyugatra, a Fekete-Körös forrásvidékének közelében fekvő település.

## Története
Vaskohszeleste a nagyváradi 1. sz. püspökség birtoka volt, s az ő birtokuk volt még a 20. század elején is.
A település még az 1900-as évek elején is híres volt fazekasságáról.
Borovszky a XX. század elején így jellemzi a községet: "…Arad vármegye határának közelében fekvő kisközség görög keleti vallású oláh lakosokkal. Házainak száma 98, lakosaié 563. Postája, távírója és vasútállomása Vaskoh…"
Vaskohszeleste a trianoni békeszerződés előtt Bihar vármegye vaskohi járásához tartozott.

## Nevezetességek
- Görög keleti temploma 1853-ban épült.